# Мамедагалы
Мамедагалы (азерб. Məmmədağalı) — село в Габалинском районе Азербайджана. Образует одноимённый муниципалитет.

## География
Село располагается к юго-востоку от районного центра Габалы.

## Население
«Кавказский календарь» за 1856 год сообщает о Мамедъ Агали с азербайджанским («татарским» по источнику) населении, с разговорным языком азербайджанским 
(«татарским» в источнике). Вероисповедание жителей — мусульмане-сунниты.
По материалам посемейных списков на 1886 год, в Мамед-Агалы входившем в Вандамское сельское общество насчитывалось 29 дымов и 142 жителя и все азербайджанцы обозначенные как «татары»-сунниты.
Согласно результатам Азербайджанской сельскохозяйственной переписи 1921 года Мамед-Агалы Нухинского уезда Азербайджанской ССР населяли 170 человек. Преобладающая национальность — тюрки-азербайджанцы.